# Sõrve
Sõrve es una localidad del municipio de Harku en el condado de Harju, Estonia, con una población estimada a final del año 2011 de 238 habitantes. 
Se encuentra ubicada en el centro-norte del condado, junto a la costa del mar Báltico.